# Naultinus rudis
Naultinus rudis es una especie de gecko que pertenece a la familia Diplodactylidae. Es endémica de Nueva Zelanda.

## Distribución y hábitat
Su área de distribución se limita a las provincias de Nelson, Marlborough y Canterbury en el noreste de la isla del Sur de Nueva Zelanda.